# 津博爾鄉

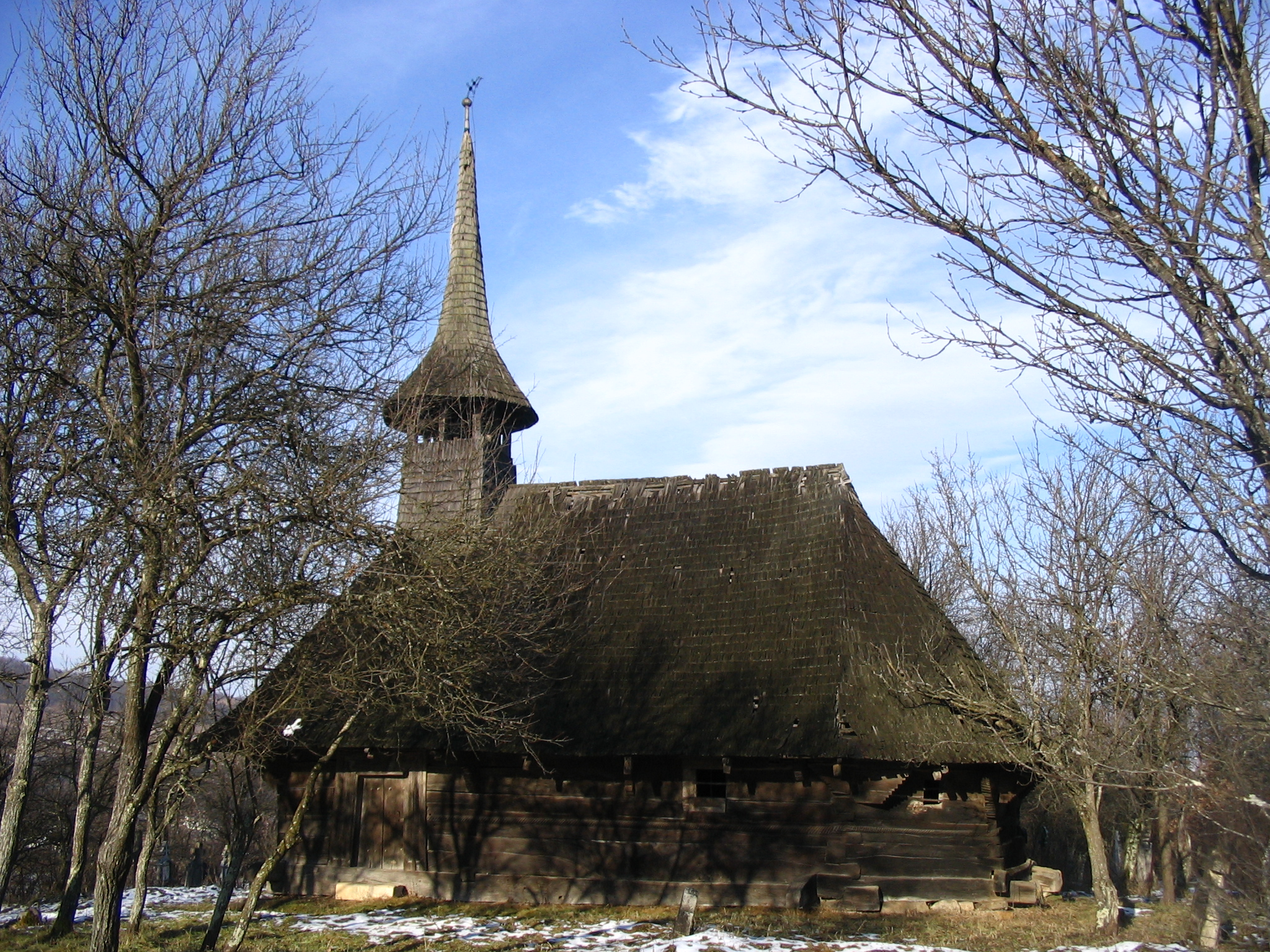

47°00′N 23°16′E / 47.000°N 23.267°E
津博爾鄉（羅馬尼亞語：Comuna Zimbor, Sălaj），是羅馬尼亞的鄉份，位於該國西北部，由瑟拉日縣負責管轄，面積75平方公里，海拔高度287米，2007年人口1,135，人口密度每平方公里15人。